# آل حمدان
آل حمدان هي قبيلة تغلبية، في جنوب شرق سوريا، كانوا من أوائل المهاجرين العرب في جبل حوران وكانوا القوة المحلية المهيمنة في تلك المنطقة بعد هجرتهم من شبه الجزيرة العربية في عام 1711 وحوالي عام 1860، مع أن عشيرة الأطرش كانت القوة العربية البارزة.  

## التاريخ

### الحكم في جبل حوران
يعود نسب آل حمدان الى الحمدانيون (بنو حمدان)، وهي سلالة عربية كانت تحكم الجزء الأكبر من شمال سوريا خلال الحكم الفاطمي في القرن العاشر. ، والذي يحظى باحترام كبير لعلم الأنساب النبيل. وفقًا لتقاليد آل حمدان، تبنى أفراد الأسرة العقيدة الدرزية خلال عصر الدولة الفاطمية، وهاجروا إلى جبل لبنان أثناء تراجع الفاطميين في سوريا. ومع ذلك، فإن سجلات الدروز المبكرة لا تذكر التحول إلى الديانة الدرزية بين أي من أفراد الأسرة الحمدانية. في جبل لبنان، كان آل حمدان متمركزون في قرية الكفرة.
في أعقاب معركة عين دارة عام 1711 بين فصيلتي قيسي واليماني الدرزية، حيث تم هزيمة اليمان، بدأ الفصيل الأخير هجرة جماعية إلى حوران من جبل لبنان. كان آل حمدان جزءًا من هذه الهجرة. في وقت الهجرة، كانت هناك مجموعة درزية صغيرة في حوران بقيادة أمير علم الدين، وهو أمير يمني له صلة بسلالة معان التي سيطرت على جبل لبنان بين القرنين الرابع عشر والسابع عشر. عندما عاد الأمير علم الدين إلى جبل لبنان للقتال إلى جانب أقربائه اليمانيين في عام 1711، انتقلت قيادة حوران الدروز إلى آل حمدان. تمركزت العشيرة في قرية نجران، الواقعة على الحافة الغربية لسهل اللجاة، كما كانت تسيطر على خمس قرى في المنطقة المجاورة. تم تدمير قرية الكفرة التي تعود إلى أجداد آل حمدان في عاصفة ثلجية في أوائل القرن الثامن عشر، مما دفع سكانها إلى الانضمام إلى الحمدان في حوران. استمر الحمدان في امتلاك فروع في منطقة غرب جبل لبنان وفي الجليل. خليل آل حمدان، أحد أفراد الأسرة من الجليل، انتقل إلى حوران وعزز حكم قريبه حمدان آل حمدان.
خلال التمرد الدرزي 1837-1838 ضد إبراهيم محمد علي باشا من مصر، حاكم سوريا، كان الدروز يقودهم يحيى آل حمدان، الذي كان الشيخ البارز لجبل حوران. بين عامي 1852 و1857، أصبح إسماعيل الأطرش، شيخًا درزيًا مقيمًا في القرية، القائد العسكري الفعلي لجبل حوران الدرزي على نفقة سلطة آل حمدان. أدى صعود إسماعيل وتنافسه مع آل حمدان إلى تقسيم الدروز إلى فصيلين، تدعم معظم العائلات الدرزية القائمة منذ زمن طويل آل حمدان وكان المهاجرين الجدد الذين يدعمون بني الأطرش. وكان شيخ آل حمدان البارز في ذلك الوقت واثق آل حمدان. في عام 1856، تقدم شيوخ بني عامر وأبو فخر وأبو عساف والحنيدي والعزام بطلب من الحاكم العثماني في دمشق لتعيين وكيل كـ «أول شيخ» لجبل حوران في محاولة للقضاء على سلطة الأطرش. في العام التالي، استولى إسماعيل الأطرش على قرية آل حمدان الثانوية، عرى، وطرد شيخها هزاع آل حمدان، شقيق واكد.

### الإنحدار
بحلول عام 1860، فقد آل حمدان السلطة في جبل حوران وأصبح متعلق إلى حد كبير ببني عامر، بحلول عام 1862، كان آل حمدان قد فقدو قنوات، والتي لم تعد خاضعة لحكم أي عائلة بعينها، بل كانت مقراً للشيخ عقل الدرزي (مرشد ديني)،والشيخ حسين الهاجري، للتعويض عن فقد القنوات، استولى آل حمدان على قرى الأصلحة في سهل حوران ومسعد جنوب السويداء، كان ال حمدان يسيطرون على خمس قرى في جبل حوران في عام 1868، وقفت العشيرة إلى جانب قبيلة سولوت البدوية في حربهم ضد إسماعيل الأطرش في تلك السنة وبعد معركة قراصة التي وقعت بعد أن طلب الأطرش المساعدة من الجيش العثماني طالبت عوائل الدروز بعودة آل حمدان لحكم الجبل ورفعوا وثيقة للوالي العثماني لتعيين سعيد الحمدان شيخاً عليهم وعندما أرسلوا لهم ليعيدوهم وكانوا حينئذٍ ببصر الحرير عاد آل حمدان ولكن بسبب الثلوج وسوء الأحوال الجوية نزلوا بقرية اسمها ولغا وما كان من آل أطرش إلا أن أوعزوا لمضيفي آل حمدان حينها بتسميم الضيوف بالأكل فقضا في هذه الوليمة ستون أميراً من آل حمدان وبهذه الحادثة قضي على إمارة الحمدان التي استمرت في جبل العرب لأكثر من مئة وخمسةٍ وسبعين عاماً. <refو name="Firro192" />